# ペコス郡 (テキサス州)
ペコス郡 (ペコスぐん、Pecos County) はアメリカ合衆国テキサス州に位置する郡である。2000年現在、ここの人口は16,809人である。ここの郡庁所在地は フォートストックトンである。ペコス郡はペコス川の名を取って命名された。

## 地理
アメリカ合衆国統計局によると、この郡は総面積12,341km2 (4,765mi2) である。このうち12,338km2 (4,764mi2) が陸地で3 km2 (1 mi2) が水地域である。総面積の0.02%は水地域となっている。

### 隣接する郡
- ワード郡  (北)
- クレーン郡  (北)
- クロケット郡  (東)
- テレル郡  (南東)
- ブリュースター郡  (南西)
- ジェフデイビス郡  (西)
- リーブス郡  (北西)

## 人口動勢
2000年現在の国勢調査で、この郡は人口16,809人、5,153世帯、及び4,029家族が暮らしている。人口密度は1/km2 (1/mi2) である。1/km2 (1/mi2) の平均的な密度に6,338軒の住宅が建っている。この郡の人種的な構成は白人 75.85%、アフリカン・アメリカン4.39%、先住民0.42%、アジア0.51%、太平洋諸島系0.01%、その他の人種16.13%、及び混血2.69%である。ここの人口の61.05%はヒスパニックまたはラテン系である。
この郡内の住民は27.70%が18歳未満の未成年、18歳以上24歳以下が13.80%、25歳以上44歳以下が27.20%、45歳以上64歳以下が20.50%、及び65歳以上が10.80%にわたっている。中央値年齢は31歳である。女性100人ごとに対して男性は123.10人である。18歳以上の女性100人ごとに対して男性は132.10人である。
この郡内の世帯ごとの平均的な収入は28,033米ドルであり、家族ごとの平均的な収入は31,122米ドルである。男性は25,888米ドルに対して女性は18,113米ドルの平均的な収入がある。この郡の一人当たりの収入 (per capita income) は12,212米ドルである。人口の20.40%及び家族の18.10%は貧困線以下である。全人口のうち18歳未満の27.20%及び65歳以上の16.30%は貧困線以下の生活を送っている。

## 都市及び町
- フォートストックトン
- Iraan